# Sant Carles de la Ràpita
La Ràpita, (bis 2021 Sant Carles de la Ràpita) ist eine Stadt in Katalonien in der Comarca Montsià (Provinz Tarragona). Sie befindet sich südlich des Ebrodeltas und hat 15.683 Einwohner (Stand: 2024). Das Gemeindegebiet hat eine Größe von 53,7 km².

## Geschichte
Sant Carles hat seinen Namen im Andenken an ein Konvent erhalten, das zu jener Zeit existierte.
Der Ort hat arabische Wurzeln, wurde aber erst 1780 von König Karl III. als Stadt gegründet mit dem Ziel sie als Handelsstützpunkt für Amerika auszubauen.
Zwischen 1780 und 1788 wurde an einer Reihe von Bauwerken gearbeitet, die aber nach dem Tod des Königs nicht mehr fertiggestellt wurden.
Im Laufe der Zeit wurde Sant Carles im neoklassizistischen Stil aufgebaut und hat sich zu einer attraktiven Küstenstadt gewandelt.

## Katastrophe auf dem Campingplatz
Auf dem Campingplatz „Los Alfaques“, etwa zwei Kilometer südlich von Sant Carles auf dem Gebiet der Nachbargemeinde Alcanar, verursachte am 11. Juli 1978 die Explosion eines mit Flüssiggas beladenen LKW eine Katastrophe, bei der 217 Menschen den Tod fanden und über 300 Personen zum Teil schwerstverletzt wurden. Das Gas verteilte sich auf dem Campingplatz und entzündete sich an den zahlreichen aufgestellten Kochgeräten. Viele der Verletzten tragen noch heute schwer an den Folgen des Infernos.

## Städtepartnerschaften
- Brives-Charensac im Département Haute-Loire (Frankreich)

## Töchter und Söhne der Stadt
- Emili Rosales i Castellà (* 1968), Hochschullehrer, Verleger und Schriftsteller
- Albert Montañés (* 1980), Tennisspieler
- Àngel Rangel (* 1982), Fußballspieler
- Francesc Montañés Roca (* 1990), Tennisspieler